# Kwanza-Nord
Kwanza-Nord o Cuanza-Nord és una província d'Angola. Té una superfície de 24.110 km² i la seva població estimada és de 427.971 habitants el 2014. La seva capital és la ciutat de N'dalatando.

## Geografia
La província està banyada, entre d'altres, pel riu Cuanza, que és el riu totalment angolès més important.

## Llengües
- Kimbundu

## Divisió administrativa
A Kwanza-Nord hi ha 13 següents municipis:
| Município    | Capital      | Àrea (km²) | Pop. (2006 est) |
| ------------ | ------------ | ---------- | --------------- |
| Ambaca       | Camabatela   | 3,080      | 123,244         |
| Banga        | Banga        | 1,260      | 23,284          |
| Bolongongo   | Bolongongo   | 1,061      | 31,288          |
| Cambambe     | Dondo        | 5,212      | 91,984          |
| Cazengo      | N'dalatando  | 1,793      | 109,256         |
| Golungo Alto | Golungo Alto | 1,989      | 69,918          |
| Gonguembo    | Gonguembo    | 1,400      | 37,405          |
| Lucala       | Lucala       | 1,718      | 41,792          |
| Quiculungo   | Quiculungo   | 475        | 30,152          |
| Samba Cajú   | Samba Cajú   | 2,012      | 95,638          |

## Economia
És una província eminentment agrícola. Després dels efectes devastadors de la guerra civil, s'han rehabilitat els seus immensos camps agrícoles. Produeix pinyes, mandioca, horticultura, cafè.
A la ciutat de Dondo (municipi de Cambambe), hi ha una fàbrica de la EKA, una de les cerveses més apreciades del país. També en el mateix municipi hi ha la planta hidroelèctrica de Cambambe, que atasteix d'electricitat a Luanda.